# Kempnyia vanini
Kempnyia vanini és una espècie d'insecte plecòpter pertanyent a la família dels pèrlids.

## Descripció
- Els adults presenten un color ocraci amb un patró marró fosc.
- Les ales anteriors del mascle fan 11,2-12,7 mm de llargària i les de la femella entre 15 i 15,8.[5]

## Hàbitat
En el seu estadi immadur és aquàtic i viu a l'aigua dolça, mentre que com a adult és terrestre i volador.

## Distribució geogràfica
Es troba a Sud-amèrica: el Brasil (Goiás, Minas Gerais i São Paulo).